# Raymond Haarseim

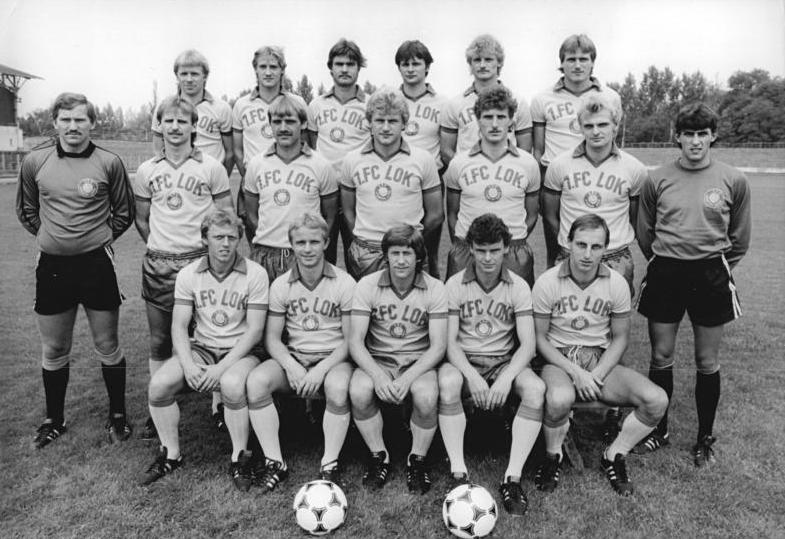
Raymond Haarseim (hintere reihe, zweiter vorn rechts) mit 1. FC Lokomotive Leipzig in 1983

Raymond Haarseim (* 21. November 1962) ist ein ehemaliger deutscher Fußballspieler. Für den 1. FC Lokomotive Leipzig und die BSG Chemie Leipzig spielte er in den 1980er Jahren in der DDR-Oberliga, der höchsten Spielklasse im DDR-Fußball. Haarseim ist mehrfacher DDR-Juniorennationalspieler.

## Sportliche Laufbahn
Haarseim wurde erstmals überregional bekannt, als er 1980 als Spieler des 1. FC Lokomotive Leipzig in den Kader der DDR-Juniorennationalmannschaft aufgenommen wurde. Zwischen 1980 und 1981 bestritt er mit der Juniorenauswahl zehn Länderspiele, in denen er in der Regel als rechter Stürmer eingesetzt wurde.
Zur Saison 1981/82 wurde der 1,81 m große Haarseim vom 1. FC Lok für das Aufgebot der Nachwuchsoberliga-Mannschaft nominiert. Obwohl auch 1982/83 für die Nachwuchsoberliga vorgesehen, kam Haarseim in der Rückrunde der Saison zu seinen ersten Einsätzen in der DDR-Oberliga. Nach zwei Spielen als Einwechsler stand er anschließend in drei Punktspielen von Beginn an als Linksaußenstürmer auf dem Feld. Erst als der lange verletzte Andreas Bornschein wieder einsatzfähig wurde, musste Haarseim zurück in die Nachwuchsmannschaft. Als diese im Sommer 1983 aufgelöst wurde, war Haarseim zunächst für die neuformierte 2. Mannschaft des 1. FC Lok benannt worden. Als Einwechselspieler kam er jedoch zum Beginn der Spielzeit 1983/84 in weiteren fünf Oberligaspielen zum Einsatz. Im Lokalderby gegen Chemie Leipzig am 3. Spieltag schoss er das einzige Oberligator seiner Karriere. Anschließend spielte er nur noch mit der 2. Mannschaft in der drittklassigen Bezirksliga Leipzig.
Nach Ablauf der Hinrunde der Saison 1983/84 wechselte Haarseim zum Lokalrivalen Chemie Leipzig, der ebenfalls in der Oberliga vertreten war. Dort wurde er bei den 13 Rückrundenspielen der Oberliga achtmal aufgeboten, bestritt aber nur zwei Spiele von Beginn an. Für die Spielzeit 1984/85 stand er zwar im Oberliga-Aufgebot, spielte aber nur in der 2. Mannschaft. Noch im Laufe der Spielzeit verließ Haarseim Chemie Leipzig und schloss sich dem zweitklassigen DDR-Ligisten Chemie Böhlen an. Nachdem er dort zwei Punktspiele absolviert und ein Tor geschossen hatte, verließ er die Leipziger Region endgültig und spielte von 1985/86 bis 1989/90 beim Bezirksligisten Motor Eisenach.